# OGSM
Az OGSM (Objectives – Célkitűzések, Goals – célok, Strategies – Stratégiák és Measures – Mérőszámok) egy stratégia tervező folyamat, amely egyrészt egyértelmű célokat határoz meg és azonosítja azokat a stratégiai döntéseket is, amelyek a célok megvalósításához szükségesek. Meghatározza azokat a tiszta mértékegységeket, amelyeket szem előtt tartva biztosítható a célok elérése és amelyek segítenek különböző csoportokat abban, hogy a közös cél elérésén dolgozzanak, osztályokat, üzletágakat, akár földrajzi egységeket átívelően.
Az OGSM az 1950-es évek Japánjából ered olyan tevékenységek és folyamatokon alapulva, amelyeket a második világháború után, Japán megszállása idején alakítottak ki. Azóta számos Fortune 500-as vállalat hasznosította az OGSM-et. Például a Procter&Gamble arra használja az OGSM-et, hogy egységesen működtesse nemzetközi tevékenységét.

## Célja
Az OGSM keretrendszer egyrészt a stratégia tervezés alapját jelenti, másrészt egy olyan eredményes vezetői eszközrendszert nyújt, amely a stratégiai tervet a mindennapi üzleti működés részévé teszi. Az OGSM a vezetők gondolkodását egy irányba állítja a legfontosabb vállalati célokkal, a legfontosabb stratégiákat összekapcsolja a pénzügyi célokkal, átláthatóságot és számonkérhetőséget teremt a mindennapi munkában javítva a vállalat vagy szervezet eredményességét.
Az egyszerűsége (általában egy oldalon elfér) és a színkódolásos jelzőrendszere lehetővé teszi, hogy a vezetők gyorsan a nem teljesítő tevékenységekre tudjanak koncentrálni.  Az által, hogy egy teljes szervezet, vagy akár vállalat tevékenységét le tudja fedni, támogatja azt is, hogy a stratégia kialakítását csapatok (jellemzően a kibővített vezetői csapat) végezhessék. 
Az OGSM kialakítása révén egy szervezet képessé válik arra, hogy beazonosítsa a stratégiai prioritásokat, láthatóvá tegye a piaci lehetőségeket, optimalizálja az erőforrások felhasználását, javítsa megvalósítás fókuszát és sebességét és összehangolja a csapattagokat.

## Története
Noha a kutatások azt mutatják, hogy a módszertant a Procter & Gamble vállalatnál (Kingham és Tucker) fejlesztették ki, és sok tanácsadó cég is alkalmazza, az OGSM eredete nem egyértelmű.
A módszertant az 1950-es években Japánból magánvállalatok révén került Amerikába, ahol az OGSM koncepciót eredetileg a gépjárműgyártók használták. Manapság különböző méretű vállalat – köztük számos Fortune 500 társaság – ezt a keretrendszert alkalmazza, hogy célkitűzéseiket egyértelművé tegyék és munkavállalóik tevékenységét fókuszálják. Ideális esetben ez az eszköz egy egyoldalas dokumentumban kifejezheti mindazt, amit egy hagyományos üzleti terv 50 oldalon keresztül magyaráz [6]

## Magyarországi jelenléte
Az OGSM-et eleinte a multinacionális vállalatok alkalmazták szerte a világon, ideértve, de nem kizárólagosan: a Procter & Gamble, KPN, Reckitt Benckiser, Honda, Mars, MetLife, Triumph International. [3] Ezen cégek magyarországi leányvállalatánál is alkalmazzák ezt a módszertant. Rajtuk kívül számos kis- és középvállalat, tipikusan a korábban a fenti nagyvállalatoknál dolgozó vezetői kezdeményezésére használja az OGSM-et. Rajtuk kívül már néhány nonprofit alapítvány gondoskodik arról, hogy legfontosabb céljait következetesen meg tudja valósítani. A Procter & Gamble (P&G) példa arra, hogy az OGSM módszertana hogyan válhat általánosan alkalmazott szervezeti gyakorlattá. Amikor A. G. Lafley, korábbi vezérigazgató keretet kívánt létrehozni a célokkal és a stratégiai irányokkal kapcsolatos megbeszélések megszervezéséhez, az OGSM eszközhöz nyúlt, amint az itt olvasható: [1]

## Szempontok

### Hogyan lehet megvalósítani egy OGSM-et?
Az OGSM modell többi részét egyértelmű, tömör Célkitűzés vezeti. A Célkitűzést a szervezetre testreszabottan megfogalmazott, a kollégáik számára releváns és inspiráló módon kell megfogalmazni. A Célok akár több évet is lefedő pénzügyi és / vagy operatív jellegű számok amelyek a Célkitűzést támogatják. A Stratégia egyértelműen megfogalmazza azokat az irányokat, amelyet a szervezet választ Céljai elérése érdekében, jellemzően a növekedés, hatékonyság és szervezeti témakörében. A Mérőszámok a stratégia numerikus kifejezései, segítségükkel egyértelműen nyomonkövethető a stratégia megvalósulása.

### Mikor érdemes alkalmazni az OGSM-et
- Amikor egy nagyszabású stratégia és célkitűzés túlságosan nagynak tűnik, az OGSM jól skálázható megoldást nyújt.
- Egy-egy nagyobb változás, krízis után.
- Ha a vállalatnál nincs hivatalos stratégiai tervezési folyamat, vagy ha a jelenlegi célok vagy tevékenységek nem állnak összhangban a meglévő stratégiával[1]
- Vállalatok egyesülése, vállalati felvásárlás vagy vállalati szétválás esetén.
- Családi vállalkozások professzionális vezetéssel történő megerősítésekor

### Milyen időszakra érdemes OGSM-et készíteni?
Egy stratégiai terv általában egy-három-öt évre szól, általában hathavonta vagy évente szokták frissíteni. Ezen túlmenően bármilyen jelentősebb, a stratégiát érintő esemény bekövetkeztekor (krízis, felvásárlás, stb) is érdemes az OGSM-et frissíteni.
Agilisabb, gyorsabban változó iparágakban előfordul az OGSM negyedévenként, sőt akár havonta történő felülvizsgálata.

### Egyéb módszerek
A szimbiotikus kapcsolatok hatékonyságának mérésére szolgáló egyéb módszerek: Balanced Scorecard (BSC – fejlesztette Kaplan és Norton), OEI (cél, entitás, infrastruktúra – kidolgozta A. Boyd) és GQIM (célok, kérdések, mutatók és intézkedések – kidolgozta: a Szoftverfejlesztési Intézet kutatói).

## Fordítás
- Ez a szócikk részben vagy egészben  az   OGSM című angol Wikipédia-szócikk ezen változatának fordításán alapul.  Az eredeti cikk szerkesztőit annak laptörténete sorolja fel. Ez a jelzés csupán a megfogalmazás eredetét és a szerzői jogokat jelzi, nem szolgál a cikkben szereplő információk forrásmegjelöléseként.